# Жилюк, Александр Леонардович
Александр Леонардович Жилюк (2 июля 1967, Гродно) — советский и белорусский футболист, центральный защитник. Мастер спорта РБ (1994).

## Биография
Воспитанник СДЮШОР № 6 г. Гродно, первый тренер — Валерий Антонович Новицкий. В юношеском возрасте занимался в минском спортинтернате у тренера Юрия Антоновича Пышника. Участник футбольного турнира Спартакиады народов СССР 1986 года в составе юниорской сборной Белорусской ССР.
Взрослую карьеру начал в 1985 году в гродненском «Химике», игравшем во второй лиге СССР, в этом клубе провёл всю профессиональную карьеру. За семь сезонов в советском первенстве сыграл более 200 матчей. Стал автором 900-го гола клуба в первенствах СССР (3 августа 1989 года в игре против ленинградского «Кировца»). С 1992 года со своим клубом, переименованным в «Неман», выступал в высшей лиге Беларуси. Обладатель Кубка Беларуси 1992/93. Участвовал в матчах Кубка обладателей кубков. В 1995—1997 годах во многих матчах был капитаном команды, делил обязанности капитана с Виктором Юйко. Последний матч за клуб сыграл в августе 1998 года, затем ещё некоторое время играл за дубль. Был на просмотре в минском «Динамо» (1989) и венгерском клубе «Шиофок» (1992), но в официальных матчах не играл.
Всего в высшей лиге Беларуси сыграл 160 матчей и забил 2 гола. С учётом первенства СССР за «Химик»/«Неман» провёл более 370 матчей за 15 сезонов.
После окончания игровой карьеры некоторое время работал детским тренером. С 2001 года работал в «Немане» в тренерском штабе основной команды и дубля, а также на административных должностях, в 2012 году покинул команду. В дальнейшем работал администратором женской команды «Неман». Принимал участие в матчах ветеранов.
Окончил Гродненский государственный университет имени Я. Купалы.

## Достижения
- Обладатель Кубка Беларуси: 1992/93

## Личная жизнь
- Сын Илья (род. 1991) тоже занимался футболом, выступал за дубль «Немана».